# Região Geográfica Imediata de Oiapoque

Localização da Região Imediata de Oiapoque no Amapá.

A Região Geográfica Imediata de Oiapoque é uma das 4 regiões imediatas do estado brasileiro do Amapá, uma das 2 regiões imediatas que compõem a Região Geográfica Intermediária de Oiapoque-Porto Grande e uma das 509 regiões imediatas no Brasil, criadas pelo IBGE em 2017. É composta de 6 municípios: Amapá, Calçoene, Cutias, Oiapoque, Pracuuba e Tartarugalzinho.